# در جستجوی پدر
در جستجوی پدر (به اسپانیایی: Amarte asi) عنوان یک سریال تلویزیونی درام اسپانیایی زبان آمریکای لاتین (تلنولا) است. این سریال اولین سریال اسپانیایی زبان تلموندو است که در آرژانتین با بازی بازیگران مکزیکی و آرژانتینی فیلمبرداری شده است.
این سریال داستانی خانوادگی دارد که دربارهٔ یک پسر بچه شش ساله است که به دنبال یافتن پدر واقعی خود است و نیز دربارهٔ عشقی غیرممکن میان پدر و مادرش است. در این سریال بازیگرانی همچون موریسیو اوچمن، لیتسی دومینگس نقش پدر و مادر پسربچه را ایفا می‌کنند و نقش خود پسربچه را الخاندرو فیلیپ بازی می‌کند و نقش‌های منفی سریال را دنبلا تورز و کارلا پترسون ایفا می‌کنند.

## خلاصه داستان
این سریال رابطه میان مارگاریتا یک خواننده کافه و ایگناسیو یک دکتر جوان را نشان می‌دهد. ایگناسیو هنگامی که مارگاریتا ۱۵ ساله بوده در یک مهمانی با او آشنا می‌شود؛ و به او داروی خواب‌آور می‌دهد و به او تجاوز می‌کند. بعد از این اتفاق ایگناسیو برای تحصیل به خارج می‌رود و مارگاریتا از ایگناسیو بچه‌دار می‌شود (بدون آگاهی ایگناسیو). حالا بعد از گذشت ۶ سال مارگاریتا و پسرش با ایگناسیو رو در رو می‌شوند.

## پخش در فارسی ۱
این سریال توسط شبکه فارسی۱ از شنبه تا چهارشنبه ساعت هفت شب پخش شده است.

## بازیگران
- موریسیو اوچمن (ایگناسیو ناچو ره‌یس)
- لیتسی دومینگس (مارگاریتا لیزاراگا)
- آلخاندرو فلیپه (فریجولیتو)
- روبرتو ماتئوس (فرانسیسکو ریه س)
- ادگار ویوار (پدرو)
- دانیلا تورس (مارسلا)
- کارلا پترسون (چنتل)
- خورخه سوارز (دیوید)
- لیلیانا رودریگز (آنوشیا)
- ایزامار گونزالز (دانیلا)
- ماریانا بیه ر (دالس)
- لئوناردو سوارز (تونو)
- ماریتا بایستروس (لوکرسیا)
- ایرن آلموس (آده لا)
- دیه گو اولیورا (گره گوریو)
- انوک لیانو (جوان تنوریو)
- سرخیو اوچوا (ویسنته)
- کریستینا ماسون (روزیتا)
- مرسدس اسکاپولا (اولگا)
- مکسی گیون (لوچو)
- وانسا روبیانو (کارمن)
- پیترو جیان (کشیش سالوادور)
- گیدو ماسری (تمو)
- مائوریسیو رودریگز (پاتاچو)
- تینا رومه رو (آوانجلینا)
- آلدو پاستور (مورالس)
- مائیته سوملسو